# 3-Headed Shark Attack
3-Headed Shark Attack (Untertitel: Mehr Köpfe = mehr Tote!) ist ein US-amerikanischer Horrorfilm von Christopher Ray aus dem Jahr 2015. Er wurde als Fernsehfilm von der Produktionsfirma The Asylum für den Sender Syfy produziert und ist eine Fortsetzung des Films 2-Headed Shark Attack. 2017 folgte 5-Headed Shark Attack.

## Handlung
Zu Beginn sieht man eine Party am Strand. Dort taucht ein dreiköpfiger Hai auf und tötet alle Partygäste.
Maggie Peterson beginnt gerade ihr Praktikum an einer Unterwasserstation in der Nähe des Great Pacific Garbage Patch. Dort trifft sie ihren ehemaligen Studiumkollegen Ryan wieder. Das Praktikum soll eine Art Austausch zwischen Forschung und Umweltaktivisten ermöglichen. Neben den beiden sind noch jede Menge andere Studenten und Aktivisten vor Ort. Bei einem ersten Rundgang entdecken sie genetische Mutationen. Plötzlich greift der dreiköpfige Hai an und zerstört die komplette Station. Ryan, Maggie und einige weitere können sich auf ein kleines Boot retten und versuchen die Küstenwache zu alarmieren. Stattdessen erreichen sie jedoch Mike Burns und seine Freunde, die sich auf den Weg machen, um beiden zu helfen.
Zwischenzeitlich gerät ein Partydampfer in Bedrängnis. Stanley versucht dort alle zu retten, gerät aber schnell an seine Grenzen. Zum Glück für sie erreicht das kleine Rettungsboot den Dampfer und kann zumindest ihn und eine weitere verletzte Person retten. Doch der Hai hat den Dampfer zu stark beschädigt und so rettet sich die Gruppe wieder aufs Boot. Sie versuchen eine Insel zu erreichen und hoffen dort vor dem Hai sicher zu sein.
Kurz vor der vermeintlich sicheren Küste hat sie auch Mike Burns eingeholt. Seine Freunde schießen mit großkalibrigen Waffen auf den Hai, doch dieser kann beide töten. Burns selbst zückt eine Machete und schlägt dem Hai den mittleren Kopf ab. Doch sofort wachsen, wie bei einer Hydra, drei neue nach und er wird getötet.
Derweil trifft die Gruppe auf einen Überlebenden der Strandparty, der sie zu zwei kleinen Partybooten mit integrierten Rutschen führt. Damit wollen sie fliehen, doch der Hai versenkt eines der Boote. Ryan, Stanley und Maggie haben jedoch einen Plan. Sie wollen den Hai immer mehr Müll fressen lassen, so dass er übersättigt wird und verendet. Dazu locken sie den Hai mit dem Partymüll in den Nordpazifikwirbel. Doch als der Hai immer näher kommt, geht ihnen langsam der Müll aus. Stanley verliert einen Arm und opfert sich anschließend für die Gruppe. Der Hai ist überfressen und attackiert seine eigenen Köpfe. Schließlich verendet er. Ryan und Maggie haben überlebt.

## Hintergrund
3-Headed Shark Attack stammt von der Produktionsfirma The Asylum, die sich auf Tierhorrorfilme (sogenannte „Creature Feature“) spezialisiert hat und neben dem Vorgänger auch Schöpfer der sehr erfolgreichen Sharknado-Reihe ist. Seine Premiere hatte der Film auf dem Fernsehsender Syfy am 20. Juli 2015 im Rahmen der „Sharknado-Woche“. Anschließend war er auf DVD und Blu-ray erhältlich. In Deutschland erfolgte die Veröffentlichung am 30. Oktober desselben Jahres. Es existiert neben einer normalen DVD-Fassung auch eine Version mit 3D-Effekten.

## Kritiken
3-Headed Shark Attack ist in erster Linie ein Trashfilm. Ähnlich wie die weiteren Produktionen des Studios The Asylum wird er von der Kritik als mehr oder weniger unterhaltsam gesehen. So kommt die Filmzeitschrift Cinema zu dem Fazit: „Mehr Köpfe und noch mehr Schwachsinn“.

„Wenn man sich mit diesen Umständen anfreunden mag und akzeptiert, dass es sich nicht um ernsthaften Horror handelt, sondern um mit Kleinstbudget heruntergekurbelte, parodistisch gefärbte Dutzendware, kann man daran aber seinen Spaß haben. Würde es nicht eine Fangemeinde für diese Art Film geben, wären ‚The Asylum‘ und andere Trash-Studios längst pleite.“